# Anatomía de la derecha chilena: Estado, mercado y valores en tiempos de cambio
Anatomía de la derecha chilena es un libro y publicación académica compilada por la doctora en sociología, Stéphanie Alenda, quien coordinó el trabajo de 19 académicos que participaron en la elaboración de esta obra.Este libro ha sido significativamente citado en seminarios académicos y opinión pública del país estudiado.
Este ejemplar obtuvo una amplia difusión después del Estallido social, el que coincidió con su adelanto en un seminario hecho en el Centro de Estudios Públicos el 10 de enero de 2020, ocasión en la que incluso se reunieron los presidentes de los tres partidos principales de la entonces coalición oficialista Chile Vamos, la que estuvo liderada por Sebastián Piñera, presidente de la república en dicha época (2018−2022).
La obra cobró relevancia en los círculos políticos de Chile mediante el énfasis que hace en las «sensibilidades» al interior de aquella derecha nacional, la que, al momento del lanzamiento del libro, se encontraba fracturada entre aprobar o rechazar un proceso constituyente en el Plebiscito de entrada de 2020, el que tuvo por ganador a la primera opción con un 78% de los votos. 
Dentro de los adherentes del «Apruebo» de entrada en la derecha, uno de los dirigentes que más citó el libro para respaldar su visión de una «derecha social» fue Mario Desbordes, militante de Renovación Nacional. Por otra parte, el libro ha sido citado en diversos medios como Canal 13,u otros detractores a la derecha,tales como Ciper El Desconcierto o El Mostrador.
Distribuido en nueve capítulos, el contenido del libro también abarca episodios en los que se analiza el entorno social e ideológico de las derechas de Argentina y Brasil (capítulos VIII y IX). Por otra parte, y además del análisis de estos entornos dentro la derecha chilena, la obra también abarca las transformaciones comunicativas que, por medio de think tanks, ha tenido dicho bloque político en Chile.